# Svjetionik Rt Lovišće
Svjetionik Rt Lovišće je svjetionik na rtu Lovišće, na krajnjem zapadnom rtu poluotoka Pelješca, na mjestu gdje se spajaju Neretvanski, Korčulanski i Pelješki kanal, u blizini naselja Lovište.
Svjetionik, sagrađen krajem 19. stoljeća, jednostavna je oblika sa skošenim podnožjem, te je izdvojen od svjetioničarske zgrade i nalazi se na samoj morskoj obali. Svjetioničarska zgrada, izgrađena na osami, 200 je metara uvučena u unutrašnjost. Jednostavna kamena prizemnica, sa središnjim rizalitom na sjeverozapadnom pročelju, pokrivena je četveroslivnim krovom.

## Zaštita
Pod oznakom RST-1424-1996 zavedena je kao nepokretno kulturno dobro – pojedinačno, pravna statusa zaštićena kulturnog dobra, klasificirano kao "profana graditeljska baština".